# Lijst van afleveringen van Archie Bunker's Place
Dit is een lijst met afleveringen van de Amerikaanse televisieserie Archie Bunker's Place. De serie telt 4 seizoenen. Een overzicht van alle afleveringen is hieronder te vinden.

## Seizoen 1
| Nr. | Titel aflevering                 | Uitzenddatum VS   |
| --- | -------------------------------- | ----------------- |
| 1   | Archie's New Partner: Part 1     | 23 september 1979 |
| 2   | Archie's New Partner: Part 2     | 23 september 1979 |
| 3   | Archie and the Oldest Profession | 7 oktober 1979    |
| 4   | Edith Gets Hired                 | 30 september 1979 |
| 5   | The Shabbat Dinner               | 9 december 1979   |
| 6   | Edith Versus the Energy Crisis   | 14 oktober 1979   |
| 7   | Thanksgiving Reunion: Part 1     | 18 november 1979  |
| 8   | Thanksgiving Reunion: Part 2     | 18 november 1979  |
| 9   | Building the Restaurant          | 28 oktober 1979   |
| 10  | The Cook                         | 4 november 1979   |
| 11  | Bosom Partners                   | 21 oktober 1979   |
| 12  | Murray and the Liquor Board      | 11 november 1979  |
| 13  | Barney and the Hooker            | 25 november 1979  |
| 14  | Man of the Year                  | 2 december 1979   |
| 15  | Barney's Lawsuit                 | 16 december 1979  |
| 16  | Murray's Daughter                | 6 januari 1980    |
| 17  | Blanche and Murray               | 30 december 1979  |
| 18  | The Ambush                       | 27 januari 1980   |
| 19  | The Return of Sammy              | 3 februari 1980   |
| 20  | Archie Fixes up Fred             | 10 februari 1980  |
| 21  | Father and Daughter Night        | 17 februari 1980  |
| 22  | Van Ranseleer's Operation        | 2 maart 1980      |
| 23  | Veronica's ex                    | 9 maart 1980      |
| 24  | A Small Mafia Favor              | 23 maart 1980     |

## Seizoen 2
| Nr. | Titel aflevering                  | Uitzenddatum VS  |
| --- | --------------------------------- | ---------------- |
| 1   | Archie Alone: Part 1              | 2 november 1980  |
| 2   | Archie Alone: Part 2              | 2 november 1980  |
| 3   | Home Again                        | 9 november 1980  |
| 4   | Hiring the Housekeeper            | 16 november 1980 |
| 5   | The Wildcat Strike                | 23 november 1980 |
| 6   | Veronica and the Health Inspector | 30 november 1980 |
| 7   | Murray's Wife                     | 7 december 1980  |
| 8   | The Camping Trip                  | 14 december 1980 |
| 9   | The Incident                      | 21 december 1980 |
| 10  | Custody: Part 1                   | 4 januari 1981   |
| 11  | Custody: Part 2                   | 11 januari 1981  |
| 12  | Barney the Gambler                | 1 februari 1981  |
| 13  | Murray Klein's Place              | 15 februari 1981 |
| 14  | Weekend Away                      | 22 februari 1981 |
| 15  | Stephanie's Science Project       | 8 maart 1981     |
| 16  | Tough Love                        | 15 maart 1981    |
| 17  | Stephanie's Tryout                | 10 januari 1982  |
| 18  | The Trashing of the Temple        | 29 maart 1981    |
| 19  | La Cage Aux Bunker                | 5 april 1981     |
| 20  | Death of a Saint                  | 3 mei 1981       |
| 21  | Goodbye, Murray                   | 10 mei 1981      |
| 22  | Stephanie's Dance                 | 20 december 1981 |
| 23  | Norma Rae Bunker                  | 18 oktober 1981  |
| 24  | The Photo Contest                 | 27 december 1981 |

## Seizoen 3
| Nr. | Titel aflevering                 | Uitzenddatum VS  |
| --- | -------------------------------- | ---------------- |
| 1   | Billie                           | 4 oktober 1981   |
| 2   | The Business Manager             | 4 oktober 1981   |
| 3   | The Date                         | 11 oktober 1981  |
| 4   | Harry's Investment               | 25 oktober 1981  |
| 5   | Three's a Crowd                  | 8 november 1981  |
| 6   | Blind Man's Bluff                | 31 januari 1982  |
| 7   | Happy Birthday, Stephanie        | 15 november 1981 |
| 8   | Growing Up Is Hard to Do: Part 1 | 29 november 1981 |
| 9   | Growing Up Is Hard to Do: Part 2 | 6 december 1981  |
| 10  | The Night Visitor                | 17 januari 1982  |
| 11  | Gloria Comes Home: Part 1        | 28 februari 1982 |
| 12  | Gloria Comes Home: Part 2        | 28 februari 1982 |
| 13  | Reggie-3 Archie-0                | onbekend         |
| 15  | A Blast from the Past            | 7 februari 1982  |
| 16  | Sex and the Single Parent        | 21 februari 1982 |
| 17  | The Second Time Around           | 28 maart 1982    |
| 18  | Of Mice and Bunker               | 7 maart 1982     |
| 19  | Relapse                          | 14 maart 1982    |
| 21  | Death of a Lodger                | 9 mei 1982       |
| 23  | West Side Astoria                | 4 april 1982     |
| 24  | The Battle of Bunker III         | 16 mei 1982      |
| 25  | Rabinowitz 's Brother            | 2 mei 1982       |

## Seizoen 4
| Nr. | Titel aflevering            | Uitzenddatum VS   |
| --- | --------------------------- | ----------------- |
| 1   | The Eyewitnesses            | 10 oktober 1982   |
| 2   | Archie's Night Out          | 26 september 1982 |
| 3   | Gary's ex                   | 3 oktober 1982    |
| 4   | Double Date                 | 17 oktober 1982   |
| 5   | Stay Out of My Briefs       | 31 oktober 1982   |
| 6   | From the Waldorf to Astoria | 24 oktober 1982   |
| 7   | The Promotion               | 9 januari 1983    |
| 8   | Break a Leg, Stephanie      | 7 november 1982   |
| 9   | Archie Gets a Head          | 21 november 1982  |
| 10  | Marriage on the Rocks       | 12 december 1982  |
| 11  | Barney Gets Laid Off        | 28 november 1982  |
| 12  | Teacher's Pet               | 26 december 1982  |
| 13  | Father Christmas            | 19 december 1982  |
| 14  | Captain Video               | 2 januari 1983    |
| 15  | Three Women                 | 16 januari 1983   |
| 16  | Relief Bartender            | 23 januari 1983   |
| 18  | The Red Herring             | 30 januari 1983   |
| 19  | The Boys' Night Out         | 13 februari 1983  |
| 20  | Store Wars                  | 27 februari 1983  |
| 21  | Bunker Madness              | 13 maart 1983     |
| 22  | No One Said It Was Easy     | onbekend          |
| 23  | Small Claims Court          | 28 maart 1983     |
| 24  | I'm Torn Here               | 4 april 1983      |